# 战斗员
战斗员或戰鬥人員（英語：Combatant），是指在武装冲突中直接参与敌对行动的人。如果一个战斗员在战斗中遵守战争法，那么他或她在陷落于敌方时有资格享受《日内瓦第三公约》对于战俘的保护。未受保护的战斗员，如雇佣兵，是指直接参与敌对行动但在被捕后不享有战俘待遇的人。

## 受保护的战斗员
下列战斗员符合享有战俘待遇的条件：
- 冲突之一方之武装部队人员及构成此种武装部队一部之民兵与志愿部队人员。
- 冲突之一方所属之其他民兵及其他志愿部队人员，包括有组织之抵抗运动人员之在其本国领土内外活动者，即使此项领土已被占领，但须此项民兵或志愿部队，包括有组织之抵抗运动人员，合乎下列条件：

1. 有一为其部下负责之人统率；
2. 备有可从远处识别之固定的特殊标志；
3. 公开携带武器；
4. 遵守战争法规及惯例进行战斗。

- 自称效忠于未经拘留国承认之政府或当局之正规武装部队人员。
- 未占领地之居民，当敌人迫近时，未及组织成为正规部队，而立即自动拿起武器抵抗来侵军队者，但须彼等公开携带武器并尊重战争法规及惯例。
- 凡为一九四九年八月十二日关于战俘待遇之日内瓦公约缔约国所属战斗员，即使其未备有可从远处识别之固定的特殊标志，如已在军事活动中公开携带武器，并在对敌人展开袭击时武器可见，该类战斗员亦为本公约所保护战俘。

## 未受保护的战斗员
不受公约保护的战斗员包括：
- 本应受到保护但违反了战争法规及惯例之战斗员（如假装投降者或伤害或杀害已经投降者。）
- 间谍、雇佣兵、儿童兵、平民等直接参与战斗且不符合以上所列任一标准者。（比如，“在敌军迫近时自动拿起武器抵抗入侵力量之未占领区居民”属于受保护战斗员之列）

对于某一人员是否能受益于“战斗员”身份发生疑问时，在其地位未经主管法庭决定前，应享受本公约之保护。（日内瓦第三公约，第五条）
大多数未受《日内瓦第三公约》保护的战斗员亦受《日内瓦第四公约》对于平民之保护，直到他们受到“必需之司法保障的正规组织之法庭之宣判。如果判决认定其有罪，他们可根据拘留国之法律受到惩处。

## 另見
- “武装冲突中的法治”项目